# Music Bank World Tour
Music Bank World Tour là chuyến lưu diễn hòa nhạc trực tiếp vòng quanh thế giới của chương trình âm nhạc Hàn Quốc Music Bank của Korean Broadcasting System. Chuyến lưu diễn tổ chức các buổi biểu diễn trực tiếp với sự góp mặt của nhiều nghệ sĩ K-pop, ở nhiều địa điểm khác nhau bên ngoài Hàn Quốc. Kể từ tháng 7 năm 2011, Music Bank World Tour đã được tổ chức tại nhiều thành phố trên khắp châu Á, châu Âu và Mỹ Latinh với số lượng khán giả trực tiếp trên toàn cầu ước tính là 200.000 người.

## Bối cảnh
Music Bank của Korean Broadcasting System là một trong những chương trình âm nhạc nổi tiếng nhất của Hàn Quốc. Chương trình được phát sóng trực tiếp trên kênh KBS2 ở Hàn Quốc từ năm 1998, và được phát trên toàn cầu với các phụ đề trên kênh KBS World, bao gồm kênh YouTube chính thức của nó. Đây là một trong những nhân tố thúc đẩy chính của Làn sóng Hàn Quốc và có một lượng người hâm mộ ổn định trên toàn thế giới vì đây là một trong những chương trình truyền hình K-pop lớn dễ tiếp cận nhất.
Sau hai năm bị gián đoạn, chuyến lưu diễn được bắt đầu lại vào năm 2017 với điểm dừng là Singapore và Jakarta. Người dẫn chương trình là cựu thành viên Music Bank, diễn viên Park Bo-gum và Irene của Red Velvet.

## Người biểu diễn

### 2011
- TVXQ
- Girls' Generation
- Kara
- 2PM
- Beast
- 4Minute
- U-KISS
- Secret
- Rainbow
- Infinite
- Baek Ji-young
- Park Hyun-bin
- RaNia
- IU

### 2012
- Girls' Generation
- Shinee
- 2PM
- Beast
- 4Minute
- Sistar
- T-ara
- U-KISS

- TVXQ
- Beast
- CNBLUE
- Wonder Girls
- MBLAQ
- f(x)
- Infinite
- IU

- Super Junior
- CNBLUE
- After School
- MBLAQ
- Davichi
- RaNia

### 2013
- Super Junior
- Eru
- Sistar
- Teen Top
- 2PM
- Beast
- Shinee
- Infinite

- Super Junior
- MBLAQ
- F.T. Island
- Beast
- miss A
- Ailee

### 2014
- Shinee
- B.A.P
- MBLAQ
- Infinite
- CNBLUE
- Ailee
- M.I.B

- Ailee
- B.A.P
- Beast
- Infinite
- BTS
- Girl's Day
- EXO-K

### 2015
- EXO
- Shinee
- Sistar
- Apink
- Teen Top
- Got7
- Block B

### 2017
- BTS[4]
- Shinee
- Mamamoo
- CNBLUE
- Red Velvet

- EXO
- B.A.P
- GFriend
- NCT 127
- Astro

### 2018
- Taemin
- Twice
- Wanna One
- VIXX
- B.A.P
- SF9

- EXO
- Wanna One
- Stray Kids
- Taemin
- (G)I-dle
- Somi

### 2019
- F.T. Island
- Ailee
- Twice
- Monsta X
- Seventeen
- NU'EST W

### 2020
- Twice
- Seventeen
- Monsta X
- Baekhyun
- Jus2

### 2022
- NCT Dream
- The Boyz
- (G)I-dle
- Ateez
- TXT
- STAYC

### 2023
- Stray Kids
- The Boyz
- NMIXX
- AB6IX
- Mamamoo
- Enhypen
- Ive

## Ngày
| Ngày                 | Thành phố        | Quốc gia   | Địa điểm                              | Dẫn chương trình        | Tham khảo |
| 2011                 | 2011             | 2011       | 2011                                  | 2011                    | 2011      |
| -------------------- | ---------------- | ---------- | ------------------------------------- | ----------------------- | --------- |
| 13 tháng 7 năm 2011  | Tokyo            | Nhật Bản   | Tokyo Dome                            |                         |           |
| 2012                 |                  |            |                                       |                         |           |
| 8 tháng 2 năm 2012   | Paris            | Pháp       | Bercy                                 |                         |           |
| 23 tháng 6 năm 2012  | Hồng Kông        | Trung Quốc | AsiaWorld–Arena                       |                         |           |
| 2 tháng 11 năm 2012  | Viña del Mar     | Chile      | Quinta Vergara                        |                         |           |
| 2013                 |                  |            |                                       |                         |           |
| 9 tháng 3 năm 2013   | Jakarta          | Indonesia  | Sân vận động Gelora Bung Karno        |                         |           |
| 7 tháng 9 năm 2013   | Istanbul         | Thổ Nhĩ Kỳ | Ülker Sports Arena                    |                         |           |
| 2014                 |                  |            |                                       |                         |           |
| 7 tháng 6 năm 2014   | Rio de Janeiro   | Brasil     | HSBC Arena                            |                         |           |
| 30 tháng 10 năm 2014 | Thành phố México | México     | Mexico City Arena                     |                         |           |
| 2015                 |                  |            |                                       |                         |           |
| 28 tháng 3 năm 2015  | Hà Nội           | Việt Nam   | Sân vận động Quốc gia Mỹ Đình         |                         |           |
| 2017                 |                  |            |                                       |                         |           |
| 4 tháng 8 năm 2017   | Singapore        | Singapore  | Trung tâm hội nghị Suntec             | Park Bo-gum, Irene      | [ 5 ]     |
| 2 tháng 9 năm 2017   | Jakarta          | Indonesia  | Trung tâm triển lãm quốc tế Jakarta   | Park Bo-gum, Irene      | [ 5 ]     |
| 2018                 |                  |            |                                       |                         |           |
| 23 tháng 3 năm 2018  | Santiago         | Chile      | Movistar Arena                        | Park Bo-gum, Jeongyeon  | [ 6 ]     |
| 15 tháng 9 năm 2018  | Berlin           | Đức        | Hội trường Max Schmeling              | Park Bo-gum, Jeon So-mi |           |
| 2019                 |                  |            |                                       |                         |           |
| 19 tháng 1 năm 2019  | Hồng Kông        | Trung Quốc | AsiaWorld–Arena                       | Park Bo-gum, Dahyun     |           |
| 2021                 |                  |            |                                       |                         |           |
| TBD                  | Dubai            | UAE        | Coca-Cola Arena                       |                         | [ 7 ]     |
| 2022                 |                  |            |                                       |                         |           |
| 12 tháng 11 năm 2022 | Santiago         | Chile      | Sân vận động tượng đài David Arellano | Rowoon                  |           |
| 2023                 |                  |            |                                       |                         |           |
| 8 tháng 4 năm 2023   | Paris            | Pháp       | Paris La Défense Arena                |                         |           |